# ٻ
ٻ‬ – litera rozszerzonego alfabetu arabskiego, wykorzystywana w językach saraiki i sindhi. Używana jest do oznaczenia dźwięku [ɓ], tj. spółgłoski iniektywnej dwuwargowej dźwięcznej z przydechem.  

## Postacie litery
| Postać: | izolowana | końcowa | środkowa | początkowa |
| ------- | --------- | ------- | -------- | ---------- |
| Wygląd: | ٻ‬         | ـٻ‬      | ـٻـ‬      | ٻـ‬         |

## Kodowanie
| Znak                   | ٻ                  | ٻ                  |
| ---------------------- | ------------------ | ------------------ |
| Nazwa w Unikodzie      | Arabic Letter Beeh | Arabic Letter Beeh |
| Kodowanie              | dziesiątkowo       | szesnastkowo       |
| Unicode                | 1659               | U+067B             |
| UTF-8                  | 217 187            | d9 bb              |
| Odwołania znakowe SGML | &#1659;            | &#x067B;           |